# 甘姓
甘姓為中文姓氏之一，在《百家姓》中排名第245位。

## 姓氏起源
一、《姓纂》、《姓譜》曰：「甘，武丁臣甘盤之後。」
二、《百家姓姓氏起源》：
1. 殷商時期，商帝武丁有個大臣甘盤，在武丁是太子時，曾就學於甘盤，拜其為太子師。武丁繼位後，其又一起輔佐武丁治理國政，鞏固殷商統治，成為歷史上有名的賢臣，甘盤死後，其子以其名為姓，即為甘氏。
2. 一支為春秋時周襄王之弟王子帶，因封地在甘，人稱甘公帶，其子孫以封地為姓。

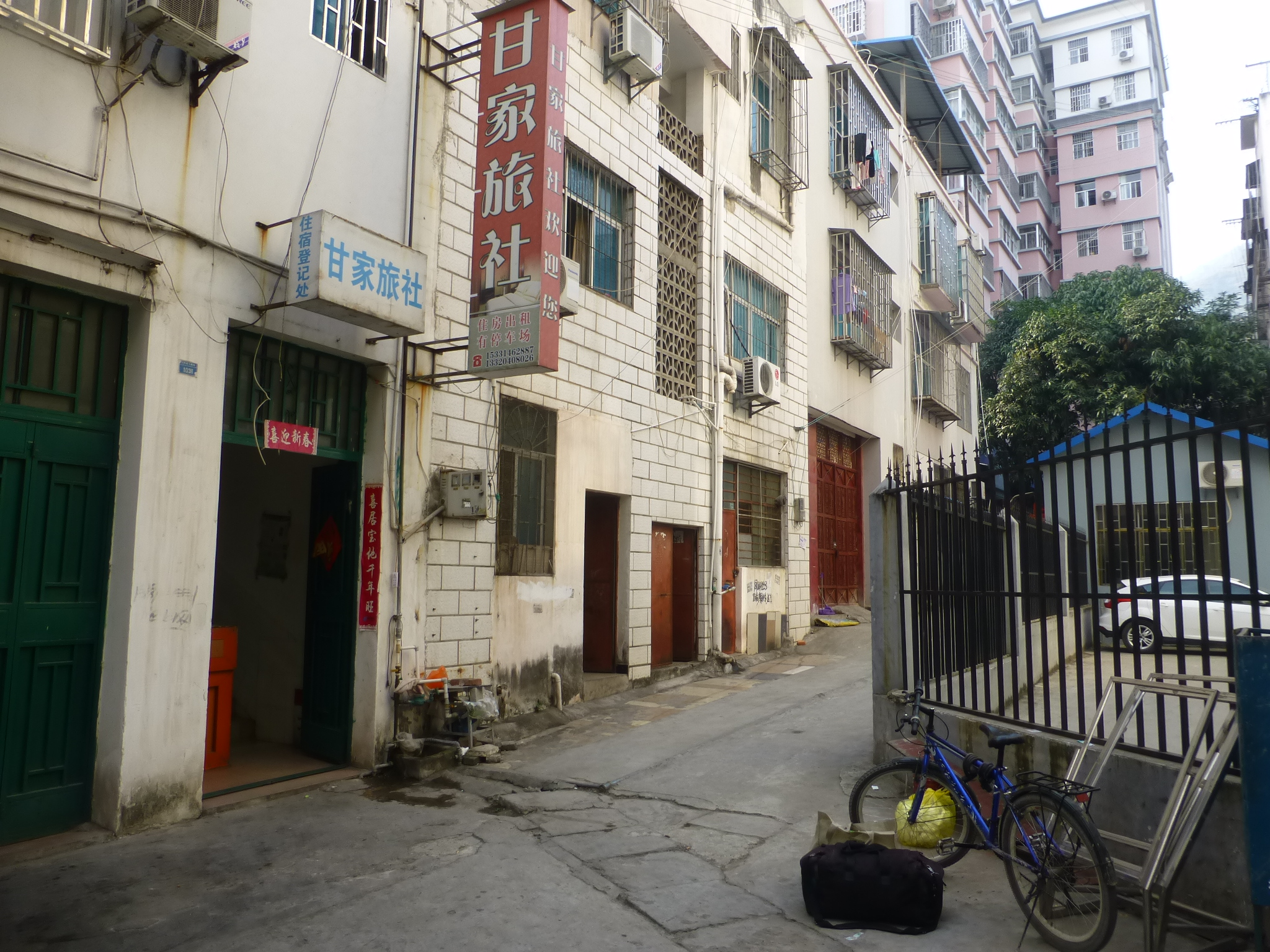
位于云南省元阳县的甘家旅社

3. 一支出自姜姓，神農氏後裔有甘姓。

## 延伸阅读
[在维基数据编辑]
 《百家姓》
 《欽定古今圖書集成·明倫彙編·氏族典·甘姓部》，出自陈梦雷《古今圖書集成》